# Цесвайнский район
Цесвайнский район (латыш. Cesvaines rajons) — бывший административный район Латвийской ССР.
Создан 31 декабря 1949 году декретом президиума Верховного Совета Латвийской ССР за создание районов. Цесвайнский район был образован объединив территории Мадонского уезда, Адулиенской волости, Цесвайнской волости, Дзелзавской волости, волости Грашу, Яунгулбенской волости, Карздабской волости, волости Крауклю, Лубанской волости, Тирзской волости и Виранской волости.
Центр района — город Цесвайне. С 1952 по 1953 год Цесвайнский район входил в состав Рижской области. 3 августа 1950 году был ликвидирован сельсовет Цесвайне. 19 июля 1951 года ликвидированы сельсоветы Межгалес и Упмалиешу. 14 июня 1954 года ликвидированы сельсоветы Адулиенас, Индрану, Крауклю, Карздабас, Лиедес, Силтаю, Виранес, Звидзиенас.
Цесвайнский район был ликвидирован 7 декабря 1956 году. На момент ликвидации Цесвайнский район включал в себя 21 сельсовет. После ликвидации территория Цесвайнского района была включена в Мадонский и в Гулбенский район.